# Zyzdrojowa Wola
Zyzdrojowa Wola est un village de Pologne, situé dans le gmina de Piecki, dans le powiat de Mrągowo, dans la voïvodie de Varmie-Mazurie.

## Source
- (en) Cet article est partiellement ou en totalité issu de l’article de Wikipédia en anglais intitulé « Zyzdrojowa Wola » (voir la liste des auteurs).